# Drajinci
Drajinci (izvirno srbsko Драјинци) je naselje v Srbiji, ki upravno spada pod Občino Surdulica; slednja pa je del Pčinjskega upravnega okraja.

## Demografija
V naselju živi 73 polnoletnih prebivalcev, pri čemer je njihova povprečna starost 60,2 let (53,7 pri moških in 64,4 pri ženskah). Naselje ima 43 gospodinjstev, pri čemer je povprečno število članov na gospodinjstvo 1,81.
To naselje je v glavnem bolgarsko (glede na popis iz leta 2002).
|  |

| Demografija | Demografija     | Demografija     |
| Leto        | Št. prebivalcev | Št. prebivalcev |
| ----------- | --------------- | --------------- |
|             |                 |                 |
|             |                 |                 |
|             |                 |                 |
|             |                 |                 |
| 1948        | 633             |                 |
| 1953        | 596             |                 |
| 1961        | 419             |                 |
| 1971        | 354             |                 |
| 1981        | 235             |                 |
| 1991        | 135             | 135             |
| 2002        | 78              | 78              |
|             |                 |                 |

| Etnična sestava po popisu iz leta 2002 | Etnična sestava po popisu iz leta 2002 | Etnična sestava po popisu iz leta 2002 | Etnična sestava po popisu iz leta 2002 | Etnična sestava po popisu iz leta 2002 |
| -------------------------------------- | -------------------------------------- | -------------------------------------- | -------------------------------------- | -------------------------------------- |
| Bolgari                                | Bolgari                                |                                        | 70                                     | 89,74%                                 |
| Srbi                                   | Srbi                                   |                                        | 2                                      | 2,56%                                  |
| Jugoslovani                            | Jugoslovani                            |                                        | 1                                      | 1,28%                                  |
| Neznano                                | Neznano                                |                                        | 1                                      | 1,28%                                  |